# Abu-Bakarr Kargbo
Abu-Bakarr Kargbo (* 21. Dezember 1992 in Bo, Sierra Leone) ist ein Fußballspieler aus Sierra Leone, der auch die deutsche Staatsangehörigkeit besitzt.

## Vereinskarriere

### Jugend
Abu-Bakarr Kargbo wuchs in Sierra Leone auf, wo er als Straßenfußballer agierte. Erst nachdem er 2001 nach Deutschland geflohen war, spielte er in einem Verein. So lief Kargbo in Berlin für den TSV Rudow und die Sportfreunde Neukölln auf. Im Jahre 2005 wechselte er in die Nachwuchsabteilung von Hertha BSC. 2008 gewann er mit der B-Jugend des Vereins die Staffel Nord/Nordost der U-17-Bundesliga, wobei er zusammen mit Mario Petry vom VfL Wolfsburg mit jeweils 17 Treffern die meisten Tore erzielte. Im Halbfinale scheiterte Hertha BSC am späteren Deutschen Meister TSG 1899 Hoffenheim.

### Karriere im Herrenbereich
Zur Regionalliga-Nord-Saison 2009/10 wurde Kargbo Bestandteil der von Karsten Heine trainierten zweiten Mannschaft von Hertha BSC. Sein Debüt gab er am 23. Spieltag beim 1:1 im Spiel gegen den VfB Lübeck. Am Ende der Spielzeit hatte es Kragbo auf neun Einsätze als Einwechselspieler gebracht und nahm im Sommer 2010 an der Saisonvorbereitung der ersten Mannschaft teil. Dort konnte er sich nicht gegen die Konkurrenz in der Offensive wie Pierre-Michel Lasogga oder Rob Friend durchsetzen, sodass er 2010/11 ausschließlich in der U-23 auflief und dort mit 26 Spielen zum Kreis der Stammspieler zählte. Im Mai 2011 verlängerte Kargbo seine Vertragslaufzeit bei Hertha BSC bis 2014. Unter Trainer Markus Babbel gehörte er zum Kader der Profimannschaft. Am 6. Spieltag der Saison 2011/12 saß Kargbo beim 2:2 im Spiel gegen den FC Augsburg erstmals auf der Bank. Nachdem er ein für die 2. Bundesliga angepasstes Vertragsangebot des Vereins nicht akzeptiert hatte, verließ er die Hertha nach Saisonende.
Im Januar 2013 wechselte Kargbo in die zweite Mannschaft (U-23) von Bayer 04 Leverkusen. Zur Saison 2013/14 ging er zum österreichischen Zweitligisten SC Austria Lustenau und im Februar 2015 zum viertklassigen deutschen Verein BSV Rehden. Zur Saison 2016/17 schloss er sich dem SV Rödinghausen in der Regionalliga West an. Zur Spielzeit 2017/18 ging er zu FC Viktoria 1889 Berlin in die Regionalliga Nordost. Nach elf Toren in der Hinrunde wechselte Kargbo in der Winterpause zum Ligakonkurrenten Berliner AK 07.
Zur Saison 2020/21 wurde er am 1. Juli 2020 von den Kickers Offenbach verpflichtet. Ohne ein Pflichtspiel absolviert zu haben, riss er sich am 10. August das Kreuzband und fiel dadurch bis zum Frühjahr 2021 aus. Am Ende der Saison kam er noch zu zwei Ligaeinsätzen, in denen er einen Treffer bei 6:1-Sieg gegen Astoria Walldorf erzielen konnte. Anschließend wechselte Kargbo zurück zum Berliner AK 07 und erzielte dort in 36 Saisonspielen neun Treffer. Im Sommer 2022 verpflichtete ihn dann der Ligarivale Greifswalder FC. Anfang 2024 kehrte er abermals zum Berliner AK zurück.

## Nationalmannschaftskarriere
Seit der U-15 spielte Kargbo in den Nachwuchsnationalmannschaften des DFB. Mit der U-17, für die er neun Spiele bestritt, nahm er im Jahr 2009 an der U-17-Europameisterschaft teil. Im Kampf um die Stammplätze im Sturm musste Kargbo jedoch Lennart Thy und Kevin Scheidhauer den Vortritt lassen. Das Turnier beendete Deutschland als Sieger und er kam dabei in zwei Partien der Gruppenphase zum Einsatz. Auch bei der U-17-Weltmeisterschaft 2009 in Nigeria konnte Kargbo sich nicht für die Startelf empfehlen und scheiterte mit seiner Mannschaft bereits im Achtelfinale am späteren Weltmeister Schweiz.
Später entschied sich Kargbo, für sein Geburts- und Herkunftsland Sierra Leone aufzulaufen. Am 17. März 2018 gab er sein Debüt für dessen A-Nationalmannschaft im Testspiel gegen den Iran. Bei der 0:4-Niederlage in Teheran absolvierte er dabei die kompletten 90 Minuten. Seitdem wurde er nicht mehr für die Auswahl nominiert.

## Erfolge

### Nationalmannschaft
- U-17-Europameister: 2009

### Persönlich
- Torschützenkönig der U-17-Bundesliga Staffel Nord/Nordost: 2007/08 (17 Tore)